# Маркиньос Педросо
Маркос Гарбелото Педросо (на португалски: Marcos Garbeloto Pedroso), по-познат като Маркиньос Педросо (на португалски: Marquinhos Pedroso), е бразилски футболист, който играе на поста ляв бек. Състезател на Миовени.

## Успехи
Фигейренсе
- Катаринензе 1 (2): 2014, 2015

 Далас
- Мобайл Мини Сън Къп (1): 2019